# Reprezentacja Liechtensteinu w piłce ręcznej kobiet
Reprezentacja Liechtensteinu w piłce ręcznej kobiet, narodowy zespół piłkarek ręcznych Liechtensteinu. Reprezentuje swój kraj w rozgrywkach międzynarodowych.